# Голяма енциклопедия „България“
Голяма енциклопедия „България“ е 12-томно издание на БАН от 2011 г. Съдържа общо 4992 страници с 12 840 статии за лица, обекти и събития от значителна важност, свързани с България. Енциклопедията също съдържа над 12 хил. илюстрации, схеми и диаграми.
Включва, в прередактиран вид, статиите от предишното, седемтомно издание Енциклопедия „България“, което излиза в продължение на 18 години от 1978 до 1996 г. За разлика от старото издание, томовете от новото издание се печатат наведнъж. Редактирането е завършено на 31 декември 2010 г.; направено е осъвременяване от 31 юли 2011 г. Първият том излиза на 10 ноември 2011 г.

## Автори и консултанти
Енциклопедията е съставена от екип на научноинформационния център към БАН „Българска енциклопедия“ с главен редактор акад. Васил Гюзелев. Печата се от книгоиздателска къща „Труд“, собственост на Медийна група „България“.
- Архитектура: Александър Куюмджиев, Елена Иванова, Константин Бояджиев, Маргарита Харбова-Банковска, Миряна Йорданова-Петрова, Николай Тулешков, Рашел Ангелова, Таня Кадийска и Юлия Радославова;
- Въоръжени сили и национална сигурност: Кирил Божилов и Любка Кискинова;
- География: Александра Киселкова, Анелия Гочева, Анна Братоева, Бернардо Ривас, Богомил Христов, Веселин Александров, Георги Гергов, Димитър Николов, Добри Димитров, Екатерина Кръстева, Емил Моралийски, Камелия Крумова, Мариан Върбанов, Марин Генев, Невяна Тодорова, Нено Димов, Петър Иванов, Петьо Симеонов, Росица Тодорова, Снежина Дакова, Станислав Богданов, Стефан Велев, Страхил Герасимов, Таня Кадийска, Тодорина Божкова, Цветанка Колева, Цвятка Карагьозова и Юлия Кирова;
- Държава и право: Васил Гюзелев, Любка Кискинова, Лъчезар Стоянов и Чудомир Големинов;
- Език, литература, книгоиздаване и медии: Антонина Желязкова, Здравко Чолаков, Ива Георгиева, Милена Цанева, Петрана Колева и Силвия Бакърджиева;
- Изкуство и културни институции: Албена Мазакова, Александър Янакиев, Ани Владимирова, Бисерка Пенкова, Благовеста Иванова, Вера Динова-Русева, Виолета Василчина, Георги Геров, Даринка Дюгмеджиева, Елена Генова, Елена Тончева (музиковед), Елисавета Вълчинова-Чендова, Елисавета Мусакова, Елка Бакалова, Зоя Паприкова-Крутилин, Иванка Гергова, Людмил Веселинов, Мария Младенова, Розалия Бикс, Ромео Попилиев, Свилен Стефанов, Тодор Попов, Христо Илиев, Цветан Томчев, Чавдар Попов и Юлия Гюрова;
- История: Агоп Гарабедян, Александър Антонов, Анка Данчева-Василева, Васил Гюзелев, Васил Николов, Василка Герасимова-Томова, Георги Китов, Георги Коцев, Георги Николов, Даниела Агре, Диана Гергова, Илонка Антонова, Катя Меламед, Кирил Йорданов, Любомир Огнянов, Магдалена Добринкова, Магдалина Станчева, Маргарита Ваклинова, Маргарита Дешкова, Мария Чичикова, Мартин Христов, Надя Данова, Николай Жечев, Николай Кочанков, Николина Нейкова, Пламен Митев, Снежана Горянова, Станислав Станилов, Стефанка Иванова, Стоян Попов, Тодорка Младенова, Хенриета Тодорова-Вайсова, Цветана Георгиева и Явор Милушев;
- Медицина: Евгени Головински, Миладин Апостолов, Пенка Иванова и Радка Йосифова;
- Народ, население и етнология: Вера Маринкова, Елена Блажева, Еля Цанева, Йордан Янев и Христо Ганев;
- Образование и наука: Васил Големански, Васил Гюзелев, Вельо Чернирадев, Владимир Захариев, Ганка Камишева, Димитър Цацов, Евгени Головински, Елена Блажева, Живко Иванов, Кирил Божилов, Лиляна Петрова, Любка Кискинова, Людмил Христосков, Марийка Радева, Петко Попов, Симеон Симеонов, Снежана Милчева-Николова, Стоян Пиронков и Чавдар Кискинов;
- Растителен и животински свят, екология: Васил Големански, Емануил Паламарев, Жеко Спиридонов, Лиляна Петрова и Цветомир Денчев;
- Религия: Иван Рашков, Тодорка Младенова и Христо Матанов;
- Спорт: Григор Христов и Стоян Пиронков;
- Стопанство: Александър Димитров, Владимир Захариев, Елена Блажева, Лазар Козелов, Нено Димов и Радка Йосифова.

Автори на рисунките са художниците Виктор Паунов и Невена Карамалакова. Автори на чертежи, схеми, карти и таблици са Борис Чолпанов, Димитър Зафиров, Елена Блажева, Константин Жеков и Таня Кадийска.